# Гай из Уорика

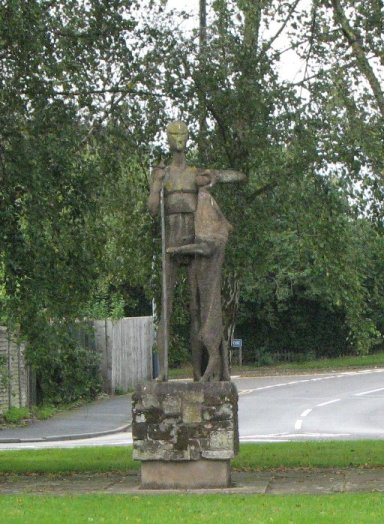
Памятник в городе Уорик

Гай из Уорика — персонаж средневековой легенды, известной в Англии и Франции в XIII — XVI веках.
Суть легенды состоит в том, что юноша Гай влюбляется в леди Фелицию, женщину гораздо более высокого социального статуса, чем он, и, чтобы иметь возможность претендовать на её руку, отправляется странствовать, совершая многочисленные подвиги и сражаясь с различными фантастическими чудовищами (драконы, гиганты и так далее). В конце концов он возвращается и женится на Фелиции, но вскоре разочаровывается в своём прошлом, полном насилия, совершает паломничество в Святую Землю, а затем принимает монашество и поселяется как отшельник в уединённой хижине.
Образ Гая из Уорика с большой степенью вероятности был навеян раннехристианскими легендами о «святых воинах».